# Sibut Airport
Sibut Airport är en flygplats i Centralafrikanska republiken.   Den ligger i prefekturen Préfecture de la Kémo, i den centrala delen av landet, 160 km norr om huvudstaden Bangui. Sibut Airport ligger 407 meter över havet.
Terrängen runt Sibut Airport är huvudsakligen platt. Sibut Airport ligger nere i en dal. Närmaste större samhälle är Sibut, 2,0 km sydväst om Sibut Airport.
I omgivningarna runt Sibut Airport växer huvudsakligen savannskog. Runt Sibut Airport är det mycket glesbefolkat, med 6 invånare per kvadratkilometer.